# FK Spartak Plovdiv
El FK Spartak Plovdiv (en búlgar: ФК Спартак Пловдив) és un club de futbol búlgar de la ciutat de Plòvdiv, al districte de Kitxuk Parij. El seu nom fa referència a l'heroi romà Espartac, d'aquí el sobrenom del club, els gladiadors.

## Història
El club va ser fundat el 15 de novembre de 1947, a partir de les fusions de tres clubs: Levski, Septemvri i Udarnik. Es va fusionar amb el Botev Plovdiv i l'SSK Akademik per formar l'AFD Trakia el 1967. Tornà a independitzar-se el 2 de desembre de 1982. L'evolució del nom ha estat la següent:
- 1944 NFD (Narodno Fizkulturno Druzhestvo) Septemvri
- 1945 NFD Levski (en fusionar-se amb el SK Levski)
- 1947 NFD Levski-Udarnik (en fusionar-se amb NFD Udarnik)
- 1947 NFD Spartak
- 1949 DSO (Drobovolna Sportna Organizatsia) Spartak
- 1958 DFS (Druzhestvo za Fizkultura I Sport) Spartak
- 1967 dissolt (es fusionà amb ASK Botev i Akademik formant ASK Trakia)
- 1982 DFS Spartak
- 1989 FK Spartak
- 1994 FK Spartak ‘94
- 1998 Spartak-Sokol`94 (en fusionar-se amb Komatevo Sokol`94)
- 2001 FK Spartak Plovdiv

Ha estat un cop campió de lliga de Bulgària (1963), i de la copa el 1958.
El seu estadi porta el nom del futbolista més important de la història del club, Todor Diev. Fou finalista de la Copa Balcànica de clubs el 1964, perdent amb el FC Rapid Bucureşti pel resultat d'1-1 a casa i 0-2 fora. Participà per primer cop a una competició europea el 1963-64.

## Palmarès
- Lliga búlgara de futbol (1): 1963
- Copa búlgara de futbol (1): 1958

## Jugadors destacats
- Todor Diev (1934-1995)
- Dimitar Dimov
- Ivan Manolov
- Mihail Dushev
- Hristo Dishkov
- Tobiah Momin
- Georgi Barbov
- Dimitar Hubinov
- Ljubomir Burnarski

## Adreça
6, Macedonia Blvd, Kichuk Parizh, 4004 Plòvdiv.